# İkinci Çaylı
İkinci Çaylı è un comune dell'Azerbaigian situato nel distretto di Şamaxı. Conta una popolazione di 510 abitanti.